# Martin Heidegger et la question de la technique
Pour des articles plus généraux, voir Martin Heidegger et La philosophie de Martin Heidegger.

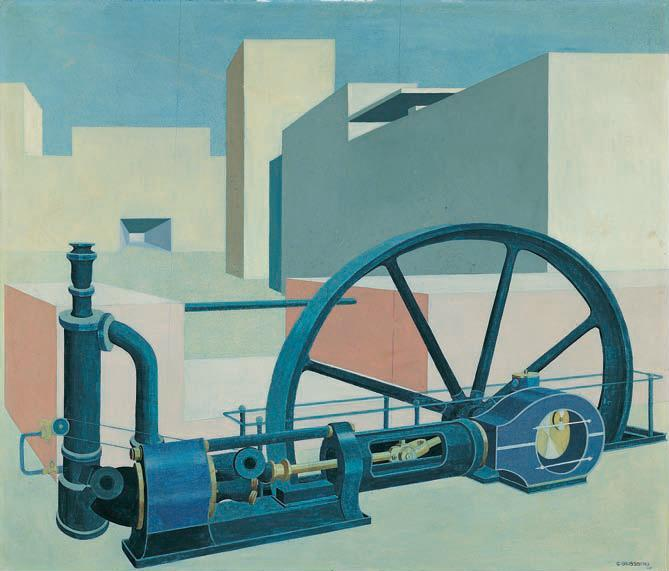
Carl Grossberg, Composition avec turbine, 1929.

La Technique moderne, en tant que manifestation ultime de la volonté de puissance,, représente, pour Martin Heidegger, le danger le plus grand. Dominique Janicaud constate aussi : « Nul ne peut contester qu'en un laps de temps relativement court (en comparaison de l'histoire et surtout de la préhistoire de l'humanité) les sciences et les techniques ont transformé notre planète au point d'ébranler des équilibres écologiques et ethnologiques immémoriaux, au point surtout de faire douter l'homme du sens de son existence et de ses travaux, jusqu'à faire vaciller sa propre identité ». Là où Nietzsche voit la manifestation de la domination de l'homme sur la nature, Heidegger perçoit tout au contraire la dernière étape de sa dépossession au long d'une histoire de la métaphysique, des époques et des modes de dévoilement de l'être. Plus l'homme se prend pour le « seigneur de la terre », plus il devient une simple pièce du « dispositif technique ». On voit que « l'aître de la technique (ce qu'elle est dans son  essence et son champ d'expansion), est différent de la technique au sens courant (comme instrument), ne cesse de répéter Heidegger, voilà pourquoi il ne faut surtout pas les confondre ». En raison de son caractère massif et universel, dans lequel il voit l'expression du « Nihilisme » contemporain, Heidegger fait de la « Technique » la figure ultime de « l'histoire de la métaphysique »,.
« La question de la Technique » est le titre du premier texte du recueil « Essais et conférences » paru en 1954, qui est la version transformée de la deuxième conférence (du cycle de quatre) tenue à Brême en 1949. Le titre général évocatif de ces conférences célèbres fut Ein Blick in Das was Ist  soit « Regard dans ce qui est ».

## Question sur la technique
La Technique se comprend traditionnellement comme une combinaison de plusieurs outils de production de prévision et de distribution correspondant à tout un ensemble d'outils matériels ou non (machines mais aussi procédés), « qui sont rassemblés, organisés et animés de manière à remplacer l'homme dans l'exécution d'un certain nombre de tâches », selon la définition de Jacques Ellul. Dans cette définition le terme important est celui d'« outil », qui réduit à « sa définition commune de moyen servant à une fin » débouche sur une conception strictement instrumentale de la technique. Au milieu du XXe siècle, cette évidence a été ébranlée par le philosophe Martin Heidegger qui s'interrogeant sur ce que cette définition « présuppose et masque à la fois », fait de la technique l'étape ultime d'une histoire de la métaphysique dont l'origine remonte aux Grecs.
L'origine du terme de « technique » est à situer dans le mot grec techné (τέχνη ) : « la (τέχνη ) qui désigne l'une des cinq manières, selon Aristote dans l' Éthique à Nicomaque, d'avérer, c'est-à-dire de dévoiler la vérité ».
Heidegger rappelle qu'à l'origine ce terme, ne désigne pas un moyen matériel (à usage de..) mais un savoir, un tour de main, dans le sens où l'artisan sait comment s'y prendre pour « faire apparaître » : c'est un mode, parmi beaucoup d'autres, de l'alètheuein, du déceler, ou capacité de dévoilement de l'« homo faber ». Toutefois, le point décisif dans la techné ne réside aucunement, selon Heidegger, dans l'action de faire et de manier et pas davantage dans l'utilisation de moyens de production, mais dans le dévoilement,. La « technique moderne », avec toute sa puissance, est aussi un dévoilement mais qui n'est pas une simple fabrication comme dans la techné grecque, mais une « provocation », une mise en demeure adressée à toutes choses d'apparaître comme un fonds  ou un stock disponible. Dans le cycle des conférences de Brême, la partie directement consacrée à la question de la Technique a pour titre particulier allemand : « Das-Gestell »  dans lequel Martin Heidegger voit l'essence même de la Technique, traduit par « dispositif » par François Fédier, ou bien « Arraisonnement » par André Préau, traducteur des Essais et conférences. Il s'agit d'une traduction difficile et donc flottante en français, qui ne peut être comprise que dans la perspective générale de la pensée heideggérienne et son travail sur l'histoire de l'être.
Dans l'esprit de Heidegger la « technique moderne » reste une « techné », mais elle l'est dans un sens « radicalement nouveau », différent du sens grec. Il ne s'agit plus de dévoiler une « chose en soi », mais de la saisir eu égard aux paramètres mathématiques et physiques qui vont permettre la « mise en réserve ». En ayant le caractère de mise en réserve, la technique moderne implique l'« objectivité » et la  « mensurabilité »  de toute chose. Heidegger aime à citer la phrase de Max Planck « Est réel, ce qu'on peut mesurer ». Le comportement « commettant » (être chargé de..), qui correspond pour l'homme à la mise en œuvre de cette calculabilité généralisée, « se révèle dans l'apparition de la science moderne et exacte de la nature ».
La nouvelle science qui va autoriser cette mutation, naît avec les penseurs de la « Révolution copernicienne » : Descartes, Galilée, Newton et Kant. Au tournant du XVIIe siècle, on assiste à une révolution dans le savoir qui s'exprime dans la recherche de la certitude par l'objectivité, la mesure, et la méthode, révolution de la connaissance qui aboutit à un nouveau « compartimentage » du réel. « L'essence de la science moderne réside dans ce que Heidegger appelle, le projet mathématique de la nature ». Il s'agit de projeter a priori, à l'aide de définitions axiomatiques préalables, sur la nature, un plan unique, auquel tous les phénomènes naturels doivent se conformer pour être pris en compte et permettre leur mathématisation. Alain Boutot écrit : « La science moderne à travers le projet mathématique de la nature, met la nature matérielle en demeure de se montrer comme un complexe calculable de forces, et est de ce point de vue, régie par l'essence de la technique »,.
Dorénavant, la science affiche sa volonté d'assurer l'élaboration et la mise en forme du réel : « La science met le réel au pied du mur. Elle l'arrête et l'interpelle, pour qu'il se présente chaque fois comme l'ensemble de ce qui opère et de ce qui est opéré ». Dans cette veine, Dominique Janicaud met, à la suite d'Heidegger, l'accent sur la toute nouvelle « Puissance du rationnel » et l'histoire de l'accélération du développement de cette puissance, d'où l'intérêt que porte Heidegger, comme le remarque le professeur Erich Hörl (de), à la science naissante de la cybernétique dont le processus peut être caractérisé par les mots « réguler, communiquer, informer, but à atteindre, objectifs ».
Dans la chronologie historique, la science moderne de la nature, remarque Heidegger, a commencé au XVIIe siècle, alors que la technique de base des moteurs a démarré dans la seconde moitié du XVIIIe siècle, soit avec un retard d'un siècle. Dans leur essence, ces progrès scientifiques doivent être considérés selon lui comme une « potentialisation » de la puissance qui va régir la technique moderne mise à jour dans les travaux de Dominique Janicaud.
Heidegger juge « déconcertant » le basculement soudain, qui voit tout d'un coup « les choses présentes, par exemple : la nature, l'homme, l'histoire, le langage se mettent en évidence, séparément, en tant que réelles dans leur « objectivité » ».
Heidegger renverse ainsi la perception courante des relations entre la technique et la science : pour lui, c'est la science qui est au service de la technique et non l'inverse.

## La Technique et l'arraisonnement
Alain Boutot auquel nous empruntons les traits principaux consacre une quinzaine de pages de son « Que-sais-Je? » à la question de la Technique chez Heidegger.

### Les phénomènes tels qu'ils se donnent
La technique moderne est aussi un « déceler » et un « dévoiler ». Heidegger en donne plusieurs exemples concrets, dont certains sont relevés par Alain Boutot : « L'interrupteur électrique, combien familier mais qui fait venir la lumière, la dévoile mais ce dévoilement, loin de signifier le surgissement ou le jaillissement de l'être, est une « sommation » à comparaître. De même la centrale électrique installée sur le Rhin met le fleuve en demeure de livrer sa pression hydraulique, qui met elle-même le courant électrique en demeure de circuler. L'industrie extractive met le sol en demeure de livrer le charbon qu'il recèle. L'agriculture moderne met la nature en demeure de produire les fruits qu'elle porte en elle »,.
Affecter tout un bassin à la production charbonnière est un dévoilement dans lequel la nature est mise en demeure de livrer une énergie qui puisse comme telle être extraite et accumulée. Mais, s'interroge Heidegger, ne peut-on pas en dire autant du vieux moulin à vent ? Non : ses ailes tournent bien au vent et sont livrées directement à son souffle. Mais si le moulin à vent met à notre disposition l’énergie de l’air en mouvement, ce n’est pas pour l’accumuler,.
Par ailleurs, le monde de la technique, avec sa géométrisation et sa mathématisation, demande un espace neutre, uniforme et universel. Les lieux traditionnels, qui manifestaient historiquement la capacité des choses à rassembler (à l'exemple souvent choisi du vieux pont qui fonde une ville), disparaissent dans l'espace uniformisé, note Michel Haar.

### La formalisation des phénomènes
Il est à la fois juste et trivial de voir sous le terme de « technique » un dispositif instrumental en vue d'une fin. En effet, qui pourrait nier, reconnaît Heidegger « que la conception instrumentale et anthropologique soit exacte [...]. Il demeure exact que la technique moderne soit elle aussi, un moyen pour des fins ». La technique moderne n'en présente pas moins un caractère de « réquisition » de la nature qui consiste à soumettre puis libérer, transformer, accumuler, répartir « dans un dispositif articulé et mouvant » d'où le terme de Gestell . L'essence de la technique, ainsi abordée, se dissimule derrière une représentation instrumentale exclusive (les moyens techniques, les machines) entretenant l'illusion d'un homme dominateur qui en contrepartie en aurait l'entière maîtrise, ce qui est selon Heidegger  l'« illusion nietzschéenne ».
Heidegger appelle Gestell  (Arraisonnement de la nature), ce dévoilement selon lequel le travail de la technique moderne dévoile le réel comme fond. Si la traduction littérale de l'allemand donne « échafaudage, structure ou châssis » que signifie le fait que l'« essence » de la technique réside dans le Ges-tell , s'interroge Christian Dubois. À suivre Hadrien France-Lanord, on peut ainsi résumer la signification du Ges-tell  en ce qu'il n'est pas la propriété commune des choses techniques c'est-à-dire, son essence au sens métaphysique traditionnel, mais le déploiement, das Wesen de la « Dispensation ».
Le règne du Gestell est universel et son ambition planétaire, son champ d'expansion dépasse la production d'engins sophistiqués, dépasse aussi la science, va jusqu'à « encercler, la culture, les beaux-arts, la politique, tous nos discours, savants ou triviaux, tous nos rapports aux choses, toutes les interactions humaines ». Déjà de son temps, bien avant la révolution numérique, Heidegger dénonçait les avancées de la métalinguistique qui procède « à la technicisation universelle de toutes les langues en un seul instrument, l'instrument unique d'information, fonctionnel et universel ».
L'étant mobilisé dans le cadre de la « technique » a le caractère de stock ou de fonds disponible. « L'étant présent s'impose à l'homme d'aujourd'hui comme ce qui est encore et toujours « commissible » » (autrement dit préposé à...tout en étant sommé, mis en demeure, selon la traduction d'André Préau). Ce caractère de disponibilité d'étant mobilisé et mobilisable, s'étend jusqu'à l'homme, qui ainsi dégringole de son statut métaphysique de « sujet » à celui de « technicien », voire de simple facteur de production ; homme moderne tout à la fois disponible pour le Gestell , et indisponible, pour tout ce qui concerne le soin de sa propre essence. L'homme se plie aux pleins pouvoirs de la technique allant jusqu'à y conformer son propre être, le caractère « destinal » massif du Gestell  lui échappe totalement.
D'une certaine façon l'animalité de l'homme, qui constitue le fondement de l'humanisme contemporain, « n'est rien d'autre que le nivellement et l'indifférenciation du principe, du monde et de l'homme dans le Gestell  », écrit Pierre Caye.

### L'essence de la technique
Pour Heidegger, la « technique » n'a jamais un sens étroitement technologique ; elle possède une signification métaphysique, en tant que type de rapport que l'homme moderne entretient avec le monde : en ce sens, elle est un mode de décèlement (dévoilement) de l'étant, un moment de la « vérité de l'être ». Dans sa célèbre conférence de 1953, intitulée La Question de la technique, Heidegger résume sa pensée en une formule devenue depuis lors quasi proverbiale : « L’essence de la technique n’est rien de technique ». Heidegger définit l'essence de la technique au regard d'un certain destin de l'être et du décèlement de l'étant. Elle n'est donc plus un assemblage de moyens destinés à la production,.
Heidegger comprend l'essence de la technique au sens « d'un certain destin de l'être et de l'histoire de la « vérité de l'être » »,,. Il s'appuie sur la conception grecque de la techné comme poésis, ποίησις, c'est-à-dire tout d'abord un savoir et un savoir anticipateur de l'artisan. Le point décisif est que la techné, τέχνη , qui « désigne chez les Grecs aussi bien l'art de l'artiste que le métier de l'artisan [...] Ce n'est pas d'abord agencer, façonner, élaborer, voire émettre des effets, c'est d'abord mener à parution, conduire quelque chose à se manifester, à se mettre à découvert sous un visage déterminé » écrit Jacques Taminiaux.
La technique redevient ainsi étymologiquement un mode spécifique du décèlement de l'étant. Dominique Saatdjian relève à propos de la Technique cette précision de Heidegger, tirée des Essais.. « elle est distincte de ἐπιστήμη en tant qu'elle dévoile ce qui ne se produit pas par soi-même et n'est pas encore devant nous, ce qui peut donc prendre, tantôt telle apparence, telle tournure, et tantôt telle autre [...] Le point décisif, dans la τέχνη , ne réside aucunement dans l'action de faire et de manier, pas davantage dans l'utilisation de moyens [...] C'est comme dévoilement, non comme fabrication que la τέχνη  est une production ».
Interroger le règne actuel de la technique, son époque, c'est d'abord se remémorer ce qui dans la métaphysique, dont ce règne est issu depuis ses origines  présocratiques, s'est détaché par couches successives ainsi que tous les écarts qui ont été des écarts par rapport à ce vers quoi cette pensée faisait signe,.
Heidegger se fait à lui-même l'objection que cette détermination comme « décèlement » se conçoit aisément pour les Grecs ou pour la production artisanale, mais qu'elle ne serait pas applicable à la technique moderne. Or, c'est seulement lorsque nous arrêtons notre regard sur ce trait fondamental, que ce qu'il y a de nouveau dans la technique moderne (son caractère de provocation) se montre à nous.
À l'époque moderne, le trait caractéristique de ce décèlement n'est pas la production mais la « réquisition ». La production moderne en tant que moderne et technique devient ce processus par lequel un ensemble articulé mobilise tout étant, (on parle de « mathésis » universelle), le met en demeure, pour la consommation. L'étant est décelé non comme « chose », mais comme stock disponible, son caractère de chose et même son objectivité s'effacent devant sa disponibilité, sa valeur. Le Ges-tell, le dispositif, est l'essence de la technique, mais de la technique vue comme destin du décèlement, en cela, le   Ges-tell  porte à son comble l'« oubli de l'être » enclenché par la Métaphysique de la « Volonté de volonté », forme ultime de la Volonté de puissance. « Nous sommes à l'époque où cet oubli se précipite vers son achèvement, plus rien n'existe qui puisse bénéficier d'un être plus authentique dans quelque monde « sacré » ou « réservé » que ce soit » écrit Hans-Georg Gadamer.
L'homme n'a plus affaire à des choses (au sens de la conférence Qu'est ce qu'une chose ?), ni même à des objets, Gegenstand  mais à tout ce qui dans une perspective utilitaire a vocation à entrer « dans les fonds disponibles, lesquels doivent pouvoir être constituables, livrables et remplaçables en tout temps, aux fins du moment » que Heidegger appelle Bestand. Or c'est tout l'étant, y compris l'homme, qui dans le monde moderne prend place en tant que « capital humain » dans l'horizon de l'utilité. L'orientation technique trouve son aboutissement dans la métaphysique cybernétique de l’acte de commande du neurologue et logicien Warren McCulloch.
La science relève de la « Technique » et non l'inverse. « Ce dévoilement précède et commande, machinisme et science, qui donc dépendent de ce dévoilement. La technique n'est pas, en effet, l'application pratique de la science moderne, galiléo-cartésienne, elle ne découle pas de la science, au contraire c'est la science qui ressortit à la technique et qui en est, en quelque sorte, le bras armé ».
En résumé, la science moderne n'est pas technique parce qu'elle use de moyens sophistiqués, mais parce qu'en son essence, elle est « Technique » en développant un « projet mathématique » (la Mathesis universalis) de maîtrise de la nature, sous l'impulsion de Galilée et de  Kepler, en déterminant par anticipation ce que doivent être les qualités réelles,. La pensée apparentée, celle de la Mathesis universalis, centrée sur la « puissance du rationnel », préserverait selon son promoteur, Dominique Janicaud, une certaine indétermination de l'histoire et donc l'autonomie et la liberté de l'homme ; il n'en sera plus de même avec le Gestell conçu, par Heidegger, comme l'ultime étape dans l'histoire de l'« oubli de l'être ».
La technique au sens du Gestell du « Dispositif », tient l'homme en son pouvoir, il n'en est nullement le maître. L'homme moderne est requis par et pour le « dévoilement commettant » qui le met en demeure de dévoiler le réel comme fonds,.

## La Technique comme danger suprême

### La nature du danger
La « calculabilité intégrale » consomme l'indifférence de l'objet mais aussi du sujet, cette calculabilité constitue le déploiement de l'être de la technique moderne, das Wesen der Technik  résume Françoise Dastur, : par son caractère démesuré le « projet calculatoire » qui démarre avec Descartes en arrive à rejaillir sur le sujet lui-même. Dès le XIXe siècle, Dilthey remarquait que les hommes avaient perdu ce caractère vivant, cette Lebendigkeit , autrement dit cette capacité de vivre par eux-mêmes et qu'ils étaient devenus des hommes sans histoire, geschichtlos, dans la mesure où leur vie se trouvait dominée par le « mécanisme » (« le propre du « mécanisme », qui accompagne la technique c'est d'expliquer toute vie, y compris la vie psychique, en partant d'éléments isolés et non pas de la cohésion du sens du vécu »). L'empire du mécanisme, de la sérialisation et du classement est lui-même une des premières exigences du Gestell .
L'homme est pris dans l'engrenage de l'arraisonnement universel et cela à un double titre. D'une part, il fait également partie du « fonds », débusqué par le principe de calculabilité intégrale : ainsi parle-t-on de « capital ou même de matériel humain » ou encore de « l'effectif des malades d'une clinique » ; d'autre part, l'homme est lui- même tenu de sommer la nature, la plier à ses besoins. Le garde forestier est requis d'abattre le bois pour que soit livrée la cellulose réclamée pour fabriquer le papier nécessaire aux journaux. Ainsi de toutes choses, l'homme peut être amené à oublier les autres manières de se comporter vis-à-vis du réel que ce soit l'art, la religion, la philosophie. Parce que l'homme, entré lui-même dans une longue nuit, se trouve contraint dans le champ de la disponibilité, de la comparaison et de l'évaluation, la technique en tant que dispositif général devient quelque chose de dangereux.
Heidegger n'est pas « contre  la technique », il n'en est pas l'ennemi, car méditer sur le danger du Gestell  ne revient pas à le dénoncer, au contraire fait-il aussi de la techné un prodigieux éloge comme appartenant à l'essence de l'homme, ce sur quoi insiste Gerard Guest dans ses conférences. Pour lui, le danger réside dans la réduction de l'essence de l'homme au statut de « disponible », alors même que se développe et s'amplifie, sur tous les thèmes, l'illusion de sa puissance et de sa totale maîtrise. Comme le dit Christian Dubois« l'époque de la technique pourrait bien être le règne du « sans question », l'évidence équivoque d'une fonctionnalité parfaite où la maîtrise humaine de la nature jouerait le leurre par excellence ».
L'aveuglement du Gestell  pourrait entretenir l'humanité dans une nuit de l'être, sans fin, sous l'empire de la Machenschaft, mais aussi peut être, par sa frénésie même, le prélude d'un salut possible ; c'est pourquoi Heidegger écrit que le  Gestell  présente une tête de Janus, une tête à deux faces. Jean Beaufret s'interroge dans sa préface « Ne voyons nous pas monter dans le ciel d'Occident, la constellation qui sidère notre monde en tant qu'il est de plus en plus le monde de la technique ? », d'où il ressort que ce qui est sidérant, ce n'est pas la technique, comme d'aucuns croient, qu'il s'agirait de maîtriser  mais le « monde de la technique ». « Le règne du Gestell signifie ceci : l’homme subit le contrôle, la demande et l’injonction d’une puissance qui se manifeste dans l’essence de la technique et qu’il ne domine pas lui-même [...]. Seul un dieu peut encore nous sauver ».
Heidegger est le premier philosophe à attirer notre attention sur le danger que peut présenter à travers l'extension moderne du « Nihilisme », l'Être lui-même. Ce caractère « destinal » de la technique est difficilement accepté notamment par son élève Günther Anders : « la technique ne serait pas seulement un mode d’être-au-monde statique et décadent, fondé sur l’oubli de l’Être, mais avant tout un processus dynamique de transformation de l’homme, peu à peu rendu myope de tout horizon moral : la posture nihiliste ne serait pas la cause du développement de la technique mais un effet provoqué par la perte de vue du sol originaire qui l’a vue naître ».

### La Machenschaft

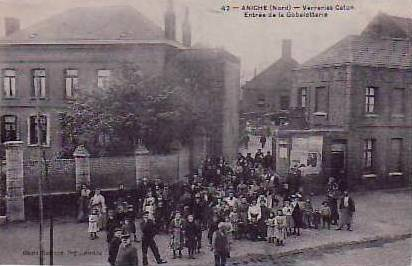
Personnel des Verreries Caton posant pour le photographe devant la gobeletterie.

La Machenschaft , ou dans une traduction impossible « l'empire du faire » ou la « Machination », occupe, comme étape ultime de l'histoire de l' « Être », une place centrale dans les Beiträge zur Philosophie (Vom Ereignis). L'article référencé du Dictionnaire résume en quelques lignes l'histoire des déterminations successives de l'Être « comme autant de préalables à l'installation de l'empire du se-faire ». Quand la Machenschaft intervient-elle dans l’histoire du monde occidental ? Dès le moment où ce ne sont plus que les performances techniques et mesurables qui suscitent notre étonnement, l’homme ne s’intéresse plus à son être mais uniquement à son savoir-faire. Ce phénomène de transfert de la question de l’être à celle du savoir-faire est sans doute l’un des leitmotivs principaux de la pensée de Martin Heidegger.
C'est ce terme de Machenschaft  qui caractérise la démesure contemporaine de la « volonté de puissance » (Überwindung der Metaphysik ). Reprenant notamment dans son Nietzsche II, l'analyse nietzschéenne du Nihilisme, il le re-situe dans l'histoire globale de l'« oubli de l'être » (Seinverlassenheit ). Tous les affects recensés à propos du désenchantement du monde, la détresse, le déracinement, la désacralisation, sont, selon Heidegger, autant de signes du délaissement de l'Être et la manifestation de la Machenschaft, auxquels on peut rajouter le goût du gigantisme, l'extension de la calculabilité à tout l'étant, y compris la gestion du parc humain, qui va devenir ici, pour la première fois, un thème fondamental qui fondera dorénavant toute sa critique de la modernité, de la technique, de l'affairement et de la dictature de la « faisabilité », par laquelle il faut notamment comprendre que tout ce qui peut être techniquement réalisé sera fait quel qu'en soit le coût pour l'humanité de l'homme. « L’homme arraisonné par le Dispositif a affaire désormais à des choses qu’il a toujours déjà prises en vue comme fonds ou  stock disponible  (en allemand, Bestände) » écrit Jean-François Courtine.
Jean-François Courtine expose que selon Heidegger, la Machenschaft  qui se dérobe comme telle, domine de part en part l'histoire de l'être telle qu'elle appartient jusqu'ici à la philosophie occidentale de Platon jusqu'à Nietzsche.

### Le débat entre Heidegger et Jünger
Heidegger a rendu hommage à la perspicacité des analyses de l'ouvrage de Ernst Jünger intitulé Die Arbeiter, le Travailleur, de 1932, qui entreprend de décrire notre civilisation du travail à la lumière du projet nietzschéen de la Volonté de puissance. Il lui reproche toutefois d'ignorer les causes profondes et la signification de son règne. Ernst Jünger, pour décrire  la mobilisation technique du monde, utilise les concepts nietzschéens sans jamais les remettre en question, si bien qu'au lieu d'être lourde de menaces, la mobilisation technique marque l'avènement héroïque du surhomme.
Heidegger ne s'inscrit pas dans la dénonciation commune des méfaits de la technique mais avant tout dans le danger que recèle l'essence de la technique. « Il n'y a rien de démoniaque dans la technique [...]. C'est l'essence de la technique, en tant qu'elle est un destin du dévoilement, qui est le danger [...]. la technique moderne au sens essentiel de l'« arraisonnement », attaque l'homme qui n'est plus que le « commettant » du fonds et devient lui-même un fonds ». Il s'agit d'une menace sur l'essence pensante de l'homme, au point que s'il peut lui sembler que partout il ne rencontre que lui-même, en fait il ne se trouve plus nulle part, ayant perdu son essence et ne se percevant que du point de vue de la pensée calculante, il erre dans le « non-monde ».
À l'écoute du poète Friedrich Hölderlin, Heidegger conserve l'espoir que ce Gestell , à tête de Janus, ce Januskopf , devant « le déferlement et les excès de la technique, la perte du sens des choses, l’exode de la vérité, la fuite des dieux, la disparition de la nature, enclenchera une réaction salutaire du Dasein » car Heidegger n'a jamais pensé, que dans l'état actuel, l'homme puisse volontairement freiner l'extension du règne de la technique.

« Mais là où est le péril, croît aussi ce qui sauve. »

— Patmos, en Question IV, Hölderlin

### Ce qui sauve
Comme le craignait Max Planck la technique condamne à ne considérer comme réel que les choses mesurables. « L'être de la technique menace le dévoilement, il menace de la possibilité que tout dévoilement se limite au « commettre » et que tout se présente dans la non-occultation du fonds. L'action humaine ne peut jamais remédier immédiatement à ce danger », écrit Martin Heidegger. Mais des analyses du philosophe, il apparaît que sur le plan métaphysique « la technique n’est pas seulement faite d’objets techniques, ou de savoir-faire techniques, elle est d’abord une certaine manière que l’homme a de se tenir dans le monde, de se rapporter à tout ce qui l’entoure, de se représenter le réel, de considérer les choses, de les dévoiler » comme le rapporte Étienne Pinat. L'essence de la technique fait ressortir l'étroite compatibilité qui s'instaure entre d'un côté l'exigence d'une calculabilité universelle et le comportement « commettant » de l'homme, par quoi peut être expérimentalement vérifié l'affirmation de Heidegger « tout destin de dévoilement se produit à partir de l'acte qui « accorde » et en tant que tel ».
« C'est précisément dans l'extrême danger du « Gestell » que se manifeste l'appartenance la plus intime, indestructible de l'homme à « ce qui accorde ». Ainsi contrairement à toute attente l'être de la technique recèle en lui la possibilité que « ce qui sauve » se lève à  notre horizon », écrit Emilio Brito. Il reste à l'homme à méditer ce qui dans la technique est l'essentiel à savoir le sens originaire de la techné, τέχνη , grecque qui désignait aussi la production du vrai dans le beau, et par quoi il est nécessaire de passer. L'art qui portait l'humble nom de techné, τέχνη , en tant que dévoilement producteur faisait partie de la ποίησις (poésie). Mais nous ne savons pas, pour qu'il soit une issue, ce que c'est le grand art, celui des Grecs, par exemple, encombré qu'il est de considérations esthétiques qui relèvent elles aussi du « monde technique ». « Plus nous questionnons en considérant l'essence de la technique et plus l'essence de l'art devient mystérieuse ».